# Federação Espiritosantense de Futsal
La Federação Espiritosantense de Futsal (conosciuta con l'acronimo di FESFS) è un organismo brasiliano che amministra il calcio a 5 nella versione FIFA per lo stato dell'Espírito Santo.
Fondata il 27 luglio 1984, la FESFS ha sede nel capoluogo Vitória ed ha come presidente Willian Vairo. La sua selezione non ha mai vinto il Brasileiro de Seleções de Futsal, e non è mai giunta sul podio della medesima competizione. Tuttavia a livello giovanile si è aggiudicata un Brasileiro de Seleções Juvenil de Futsal nel 1982.

## Palmarès
- 1 Brasileiro de Seleções Juvenil de Futsal: 1982